# Sacramentum Caritatis

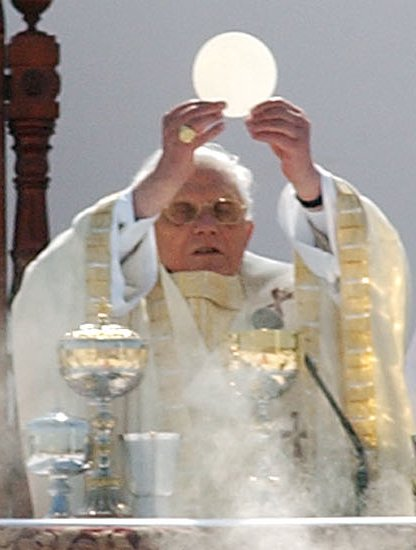
Bento XVI segurando o Sacramento Eucarístico, também conhecido como a Eucaristia, que os católicos acreditam ser o Corpo e Sangue reais, verdadeiros e substanciais de Jesus Cristo

Brasão pontifício de Bento XVI

Sacramentum Caritatis é uma Exortação Apostólica Pós-Sinodal do Sumo Pontífice Bento XVI, sobre a "Eucaristia, fonte e ápice da vida e da missão da Igreja".

## Descrição
O documento está dividido em cinco partes, a saber: Introdução, (I) Eucaristia, mistério acreditado; (II) Eucaristia, mistério celebrado; (III) Eucaristia, mistério vivido e Conclusão. Vai dirigido a todo o episcopado, ao clero, às pessoas consagradas e aos fiéis leigos. Foi promulgado em 22 de fevereiro de 2007 a próposito da XI Assembleia Geral Ordinária do Sínodo dos Bispos, ocorrida entre 2 e 23 de outubro de 2005 no Vaticano.
O documento aponta como finalidade "recolher a multiforme riqueza de reflexões e propostas surgidas na Assembleia, a começar pelos Lineamenta até às Propositiones, passando pelo Instrumentum laboris, as Relationes ante et post disceptationem e as intervenções dos padres sinodais, auditores e delegados fraternos -, com a intenção de explicitar algumas linhas fundamentais de empenho tendentes a despertar na Igreja novo impulso e fervor eucarístico."